# Montet-et-Bouxal
Montet-et-Bouxal là một xã thuộc tỉnh Lot trong vùng Occitanie phía tây nam nước Pháp.